# Ciechanowice
Ciechanowice is een dorp in de Poolse woiwodschap Neder-Silezië. De plaats maakt deel uit van de gemeente Marciszów en telt 1100 inwoners.

## Verkeer en vervoer
- Station Ciechanowice